# Paradromulia purpurea
Paradromulia purpurea är en fjärilsart som beskrevs av W. Warren 1903. Paradromulia purpurea ingår i släktet Paradromulia och familjen mätare. Inga underarter finns listade i Catalogue of Life.